# Apamea basistriga
Apamea basistriga là một loài bướm đêm trong họ Noctuidae.